# Кам'янка (притока Грузького Єланчика)
Кам'янка — річка у Старобешівському та Бойківському районах Донецької області, права притока Грузького Єланчика (басейн Азовського моря).

## Опис
Довжина річки 19 км., похил річки — 4,2 м/км. Формується з багатьох безіменних струмків та водойм. Площа басейну 177 км².

## Розташування
Кам'янка бере початок на північно-східній околиці села Кам'янки. Тече переважно на південний схід через село Чирилянське і на південно-західній околиці села Кузнецово-Михайлівка впадає у річку Грузький Єланчик.